# Ichneumon veo
Ichneumon veo là một loài tò vò trong họ Ichneumonidae.